# حنين الحيري
حُنين الحيري, مغني عربي من القرن الثامن الميلادي ذاع صيته في زمنه وعد من كبار مغني عصره إلى جانب معبد والغريض وابن سريج. توفي عام 728م في المدينة المنورة.